# Darracq 200 HP V8
El Darracq 200 HP V8 fue un automóvil ideado para alcanzar marcas de velocidad pura, diseñado por el fabricante francés Darracq en 1905. Se trata de un automóvil bastante singular, tanto por el avanzado diseño de su motor V8, como por carecer de cualquier elemento accesorio (para rebajar su peso, se prescindió incluso de la carrocería), lo que le daba un inusual aspecto desnudo.

## Historia

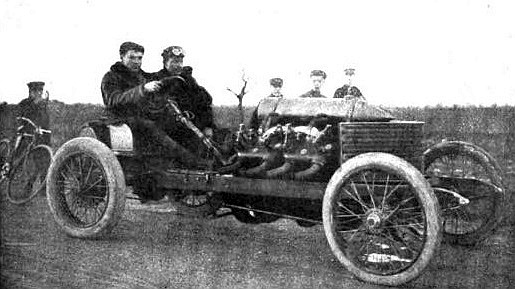
Victor Hémery, al volante del 200 HP en 1905

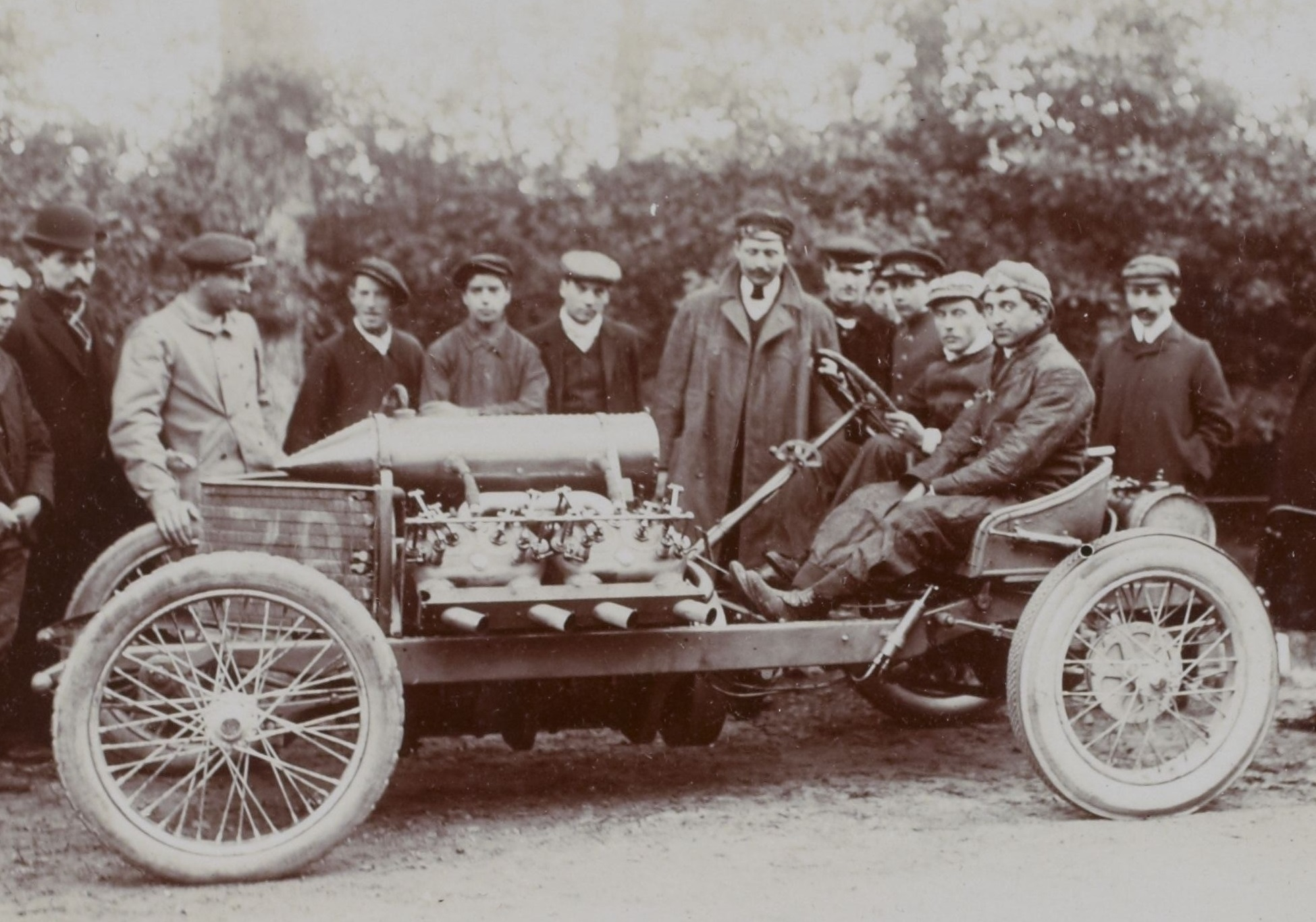
Algernon Lee Guinness, en 1906

Durante 1904 el ingeniero de Darracq, Paul Ribeyrolles, diseñó un automóvil de carreras provisto de un motor de once litros y cuatro cilindros en línea que rendía 100 CV. Con este vehículo, Paul Baras piloto de la fábrica Darracq, batió el récord mundial de velocidad en el kilómetro lanzado, con una marca de 104,52 millas por hora (168,2 km/h) lograda a finales de ese mismo año en Ostende.
Este éxito animó a Darracq, que emprendió la construcción de un extravagante vehículo, que sería el automóvil de competición más potente del mundo durante muchos años. Dotado con un revolucionario motor V8 a 90° que desarrollaba una potencia de 200 CV, a finales de diciembre de 1905, Victor Hémery estableció un nuevo récord mundial en un tramo de la carretera entre Arlés-Salon en el sur de Francia, con una marca de 108,59 millas por hora (174,8 km/h).
En 1906, el automóvil se llevó a las pruebas de velocidad de Daytona-Ormond, en Florida. Pilotado primero por Louis Chevrolet, alcanzó 115,3 millas por hora (185,6 km/h), y con Victor Demogeot al volante registró 122,45 millas por hora (197,1 km/h).
Tras regresar a Francia, el Darracq fue adquirido por el piloto Algernon Lee Guinness, que en los tres años siguientes batió diversas marcas europeas. Poco más se supo del vehículo hasta 1954, cuando falleció Guinness. Dos años después, fue adquirido por Gerald Firkins, quien se lo vendió en 2006 a Mark Walker. Walker, un experto en la restauración de coches antiguos, devolvió el vehículo prácticamente a su estado original. Desde entonces, ha participado regularmente en diversas reuniones de automóviles antiguos, incluyendo los actos de la celebración del centenario del Gran Premio de Francia.

## Características
El coche poseía un radiador en forma de V de Grouvelle & Arquemborg (que se tuvo que reconstruir), con un gran depósito de agua ubicado sobre los carburadores originales. Los amortiguadores también son los originales, de cuando el auto realizó su récord en 1906. El depósito de gasolina tiene la particularidad de que puede ser reemplazado fácilmente, acomodando su tamaño a la distancia de recorrido prevista.
La documentación contemporánea siempre mencionó que el motor V8 tenía una cilindrada de 22,5 litros (160 x 140 mm de diámetro por carrera), pero durante su restauración se descubrió que es de 25,42 litros (170 por 140 mm).
En su configuración original, se aprecian sus reducidos ocho tubos de escape libre (uno por cada cilindro), que le han valido el sobrenombre en inglés de "Fire-Breathing" (Aliento de fuego).